# Andrea Zappia
Andrea Zappia (Tripoli, 1963) è un dirigente d'azienda italiano, attuale amministratore delegato per l'Europa continentale di Sky.

## Carriera
Zappia ha iniziato la sua carriera nella multinazionale Procter & Gamble dove ha lavorato come responsabile del marketing di gruppo europeo.
Prima di entrare in Sky Italia, ha ricoperto ruoli dirigenziali in Fila, Ferrari e Maserati.
Nel 2003 è entrato in Sky Italia con la carica di vice presidente del settore Marketing, Promozione e Business Development, prima di assumere il ruolo di vice presidente dei canali sportivi.
Immediatamente prima del suo incarico come amministratore delegato di Sky Italia, è stato Managing Director del Customer Group in BSkyB dal febbraio 2010, supervisionando i team di vendita, marketing e customer operations nel Regno Unito, gestendo l'acquisizione e la fidelizzazione dei clienti attraverso la gamma di televisione a pagamento, banda larga e BSkyB prodotti di telefonia.
Dal 1º agosto 2011 al novembre 2018 ha ricoperto il ruolo di amministratore delegato di Sky Italia.
Nel marzo 2016 assume anche la responsabilità per tutte le attività legate allo sport, oltre a sostenere tali attività in tutti i mercati in cui opera il gruppo.
Nel novembre 2018 assume il suo primo incarico internazionale per Sky: diventa chief executive per tutte le attività nel continente europeo (al di fuori di Gran Bretagna e Irlanda).
È membro del Comitato esecutivo di Assolombarda, per Media e Comunicazione, ed è membro del consiglio di amministrazione di Luxottica.